# Wladimir Andrejewitsch Steklow

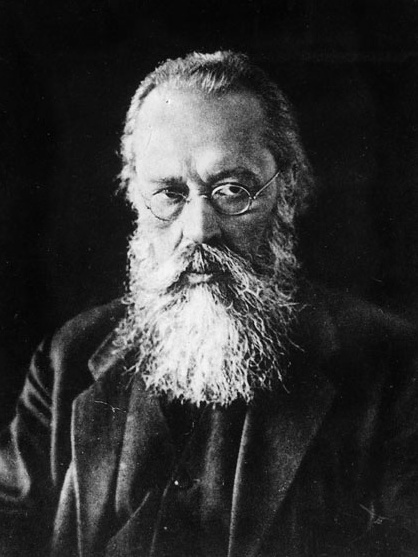
Wladrimir A. Steklow

Wladimir Andrejewitsch Steklow (russisch Владимир Андреевич Стеклов, wiss. Transliteration Vladimir Andreevič Steklov; * 28. Dezember 1863jul. / 9. Januar 1864greg. in Nischni Nowgorod; † 30. Mai 1926 in Haspra auf der Krim) war ein russischer und sowjetischer Mathematiker, der sich mit Differentialgleichungen und mathematischer Physik (Hydrodynamik, Elastizitätstheorie) beschäftigte.

## Leben
Steklow war der Sohn eines Geistlichen, der am Seminar in Nischni Nowgorod unterrichtete. Er besuchte bis 1884 das Alexander-Institut in seiner Heimatstadt und studierte dann Mathematik an der Lomonossow-Universität Moskau, wechselte aber nach einem Jahr an die Karasin-Universität in Charkow, an der er bei Alexander Michailowitsch Ljapunow studierte und 1887 abschloss. 1891 wurde er an seiner Universität Dozent für Mechanik, und 1893 wurde er bei Ljapunow promoviert (These). In seiner Dissertation löste er einen von Alfred Clebsch offen gelassenen integrablen Fall der Bewegungsgleichungen eines starren Körpers in einer idealen Flüssigkeit – einen vierten integrablen Fall behandelte Ljapunow selbst. 1896 wurde er außerordentlicher Professor und 1902 erhielt er seinen russischen Doktorgrad (Kandidat) mit einer Arbeit über Randwertprobleme der Potentialtheorie. Im selben Jahr wurde er Professor für angewandte Mathematik als Nachfolger seines Lehrers Ljapunow, der nach St. Petersburg ging. 1906 wurde er Professor in St. Petersburg. Dort war er ein sehr beliebter Lehrer (mit Sympathien für die Gegner des Zarenregimes). Zu seinen Studenten zählten Alexander Alexandrowitsch Friedmann, Wladimir Iwanowitsch Smirnow und Jakob Davidowitsch Tamarkin.
Steklow (der Neffe eines bekannten Literaturkritikers) schrieb auch literarische Werke (Biographien über Michail Wassiljewitsch Lomonossow und Galileo Galilei und 1925 ein Buch über eine Reise in die USA) und führte 20 Jahre lang ein detailliertes Tagebuch, das erhalten ist. 1910 wurde er in die Russische Akademie der Wissenschaften gewählt, und 1919 wurde er ihr Vizepräsident, der sie in den schweren Zeiten des Bürgerkrieges verwaltete. 1921 gründete er das Institut für Physik und Mathematik, dessen Direktor er bis zu seinem Tod war. 1926 wurde er zum korrespondierenden Mitglied der Göttinger Akademie der Wissenschaften gewählt. Er war Mitglied der Ukrainischen Akademie der Wissenschaften. Er war Ehrenmitglied der Leningrader Physikalisch-Mathematischen Gesellschaft. Nach seinem Tod wurde 1934 das Mathematikinstitut nach ihm benannt (Steklow-Institut). Auch ein Mondkrater trägt seinen Namen.
Steklow beschäftigte sich insbesondere mit Reihenentwicklungen von Funktionen der mathematischen Physik nach orthogonalen Systemen von Eigenfunktionen. Eine allgemeine Theorie solcher „fundamentaler Lösungen“ entwickelte er in seiner Kandidaten-These von 1901.